# Flash de Western New York
Maillots
Le Flash de Western New York (en anglais : Western New York Flash) est un ancien club professionnel féminin de soccer basé à Rochester, dans l'État de New York, aux États-Unis. Au cours de ses dix années d'existence, le club remporte quatre championnats différents : la USL W-League en 2010, le Women's Professional Soccer en 2011, la Women's Premier Soccer League Elite en 2012, et la National Women's Soccer League en 2016.
Le club est fondé en 2008 sous le nom du Flash de Buffalo et joue en USL W-League de 2008 à 2010. En 2011, l'équipe devient le Flash de Western New York, obtient une franchise du Women's Professional Soccer (WPS) et y joue la saison 2011. En 2012, l'équipe était membre de la Women's Premier Soccer League Elite (WPSL-E) à la suite de l'arrêt du WPS. Le Flash remporte trois championnats consécutifs de 2010 à 2012 sous la direction de l'entraîneur Aaran Lines : la W-League en 2010, le WPS en 2011 et la WPSL-E en 2012. Après avoir atteint la finale de la saison inaugurale de la NWSL pendant la saison 2013, le Flash remporte en 2016 le championnat NWSL pour la première et unique fois.
La franchise était détenue par la famille Sahlen, qui possède une entreprise de transformation de la viande dans la région de Buffalo. Joe Sahlen était le propriétaire de l'équipe. Sa fille, Alex Sahlen, était le président de l'équipe et une ancienne défenseuse de l'équipe.

## Parcours en W-League (2009-2010)

### Saison 2009
En 2009, le Flash de Buffalo fait ses débuts dans la W-League. L'équipe joue alors dans la division des grands lacs de la conférence centrale contre les équipes canadiennes de Hamilton, Laval, London, Ottawa, Québec, Toronto et contre l'équipe américaine de Rochester. Le Flash termine deuxième au classement derrière le Fury d'Ottawa. Sa saison régulière, se termine avec 30 points (9 victoires, 2 nuls et 3 défaites) en 14 matches et 40 buts marqués (contre 14 encaissés). La franchise termine la saison invaincue à l'extérieur (4 victoires et 3 nuls). Le Flash, finit deuxième de sa division et se qualifie pour les séries éliminatoires d'après-saison, où elles éliminent l'Amiral SC de Québec 5-0 en quart de finale de la conférence centrale avant de se faire élimininer au tour suivant par l'équipe américaine du FC Indiana (0-3)
L'alignement de la saison 2009 comprenait quatre joueuses locales de l'État de New York, différentes joueuses américaines (dont deux avec l'expérience de l'équipe nationale des moins de 20 ans) et des joueuses étrangères venant de six pays différents (représentant quatre continents): une joueuse de l'équipe nationale italienne, de l'équipe nationale portugaise, de l'équipe nationale sud-africaine, et aussi de l'Espagne et du Japon.

### Intersaison 2009-2010
Avant sa seconde saison, Buffalo Flash signe un trio de joueuses anglaises Gemma Davison, Eartha Pond et Ann-Marie Heatherson. L'américaine Mele French et la canadienne Kelly Parker arrivent du club allemand de Fribourg. Par contre, le Flash perd quelques joueuses aux dépens des clubs de la WPS : Kimberly Brandão pour le Sky Blue FC, Erika Sutton pour les Breakers de Boston et Sarah Wagenführ qui rejoint l'Athletica de Saint-Louis.

### Saison 2010
En 2010, Buffalo Flash change de division et joue dans le Midwest Division de la W-League. Le Flash affronte dans cette nouvelle division les clubs américains du Red Eleven de Chicago, les Internationals de Cleveland, l'Outrage de Kalamazoo et l'équipe canadienne des Gryphons de London. Buffalo flash, termine la saison régulière au premier rang de la Midwest Division avec un bilan de 10 victoires et 2 nuls. En séries éliminatoires, le club dispose en demi-finales de conférence du Lady Lynx de Toronto sur le score de 3-0 avant de remporter la conférence sur le score de 1-0 contre le Fury d'Ottawa. En demi-finale de W-League, le Flash bat 3-1 les Silverbacks Women d'Atlanta. En finale, Buffalo vainc 3-1 en finale les Whitecaps de Vancouver après avoir été menés 1-0. Buffalo Flash termine la saison invaincu, tandis que Kelly Parker est nommé W-League MVP joueuse par excellence de la ligue.

## Parcours en WPS (2011)

### Intersaison 2010-2011
Dès la conquête du championnat de la W-League, la direction de l'équipe fait des plans pour passer au soccer professionnel féminin pour la saison suivante: La président du club Alex Sahlen et l'entraîneur-chef Aaran Lines indiquent que l'équipe cherche à adhérer à la Women's Professional Soccer (WPS). Le 24 septembre 2010, la direction de la WPS confirme officiellement que le Flash sera la nouvelle équipe qui rejoindra la ligue pour la saison 2011. Le 1er décembre, le nouveau nom du Flash est annoncé : Western New York Flash et l'ensemble des matches à domicile sera joué à Rochester au Marina Auto Stadium (maintenant appelé Sahlen's Stadium).
Lors du repêchage de la Ligue, le Flash sélectionne Alex Morgan comme premier choix, puis fait signer Marta double MVP en titre de la WPS et quintuple tenante du titre du trophée de Joueuse mondiale de la FIFA.

### Saison 2011
Une équipe d'expansion qui remporte 13 de ses 18 matchs une réalisation impressionnante d'une saison, presque du jamais vu pour une équipe de première année. Trois attaquantes de l'équipe (Marta, Christine Sinclair et Alex Morgan) culminent 24 buts marqués. Et à en juger par les chiffres de fréquentation des supporteurs au Sahlen's Stadium depuis la Coupe du monde féminine terminée (entre autres le record de 15,404 supporteurs le 20 juillet), le Flash vit beaucoup de succès au cours de la saison. L'équipe remporte le championnat de la saison régulière. Des joueuses du Flash sont élues : Ashlyn Harris meilleure gardienne de but de la ligue, Whitney Engen meilleure défenseur et Marta reçoit le soulier d'or de la meilleure butteuse (PUMA Golden Boot Award),. Le 27 août, le Flash remporte en séance de tirs au but le match de la finale des États-Unis après la prolongation du match en temps supplémentaire contre l'Independence de Philadelphie. Christine Sinclair est nommée joueuse MVP du Championnat.

## Parcours en Women's Premier Soccer League

### Saison 2012
Western New York Flash compétitionne dans la WPSL Elite League,. Cette nouvelle ligue de la Women's Premier Soccer League regroupe pour la saison 2012 des clubs de l'ancienne Women's Professional Soccer (WPS) américaine avec quelques-uns des meilleurs clubs de la WPSL.
Lors de la saison régulière 2012, le Flash de Western New York a une fiche de 9 victoires, 3 défaites et 2 nulles en 14 matchs. Ce qui le fait terminer la saison régulière en 2e position derrière les Breakers de Boston en tête du classement. Dans les séries éliminatoires de fin de saison, le Flash de Western New York est couronné champion de la WPSL Elite League après avoir triomphé du Fury de New York au premier tour des play-offs et des Red Stars de Chicago en finale de championnat,.

## Bilan général
| Année | Ligue             | Division                     | Saison régulière                 | Séries éliminatoires                       |
| ----- | ----------------- | ---------------------------- | -------------------------------- | ------------------------------------------ |
| 2009  | USL W-League      | Division des Grands Lacs     | 2e / 8                           | Perd en demi-finale de Conférence centrale |
| 2010  | USL W-League      | Midwest Division             | Termine au 1er rang              | Vainqueur du Championnat W-League          |
| 2011  | WPS               | ---------------------------- | Termine au 1er rang              | Vainqueur du Championnat WPS               |
| 2012  | WPSL Elite League | ---------------------------  | Termine au 2e rang du classement | Vainqueur du Championnat WPSL Elite        |

## Anciennes joueuses célèbres
Malgré sa courte histoire, le club a compté quelques grandes joueuses notables:
- Pamela Conti (2009)
- Jessica O'Rourke (2009)
- Sarah Wagenfuhr (2009)
- Erika Sutton (2009)
- Rosie Tantillo (2009)
- Veronica Boquete (2010)
- Kelly Parker (2010)
- Gemma Davison (2010-2011)
- Caroline Seger (2011)
- Marta (2011)
- Christine Sinclair (2011)
- Alex Morgan (2011)

## Stade

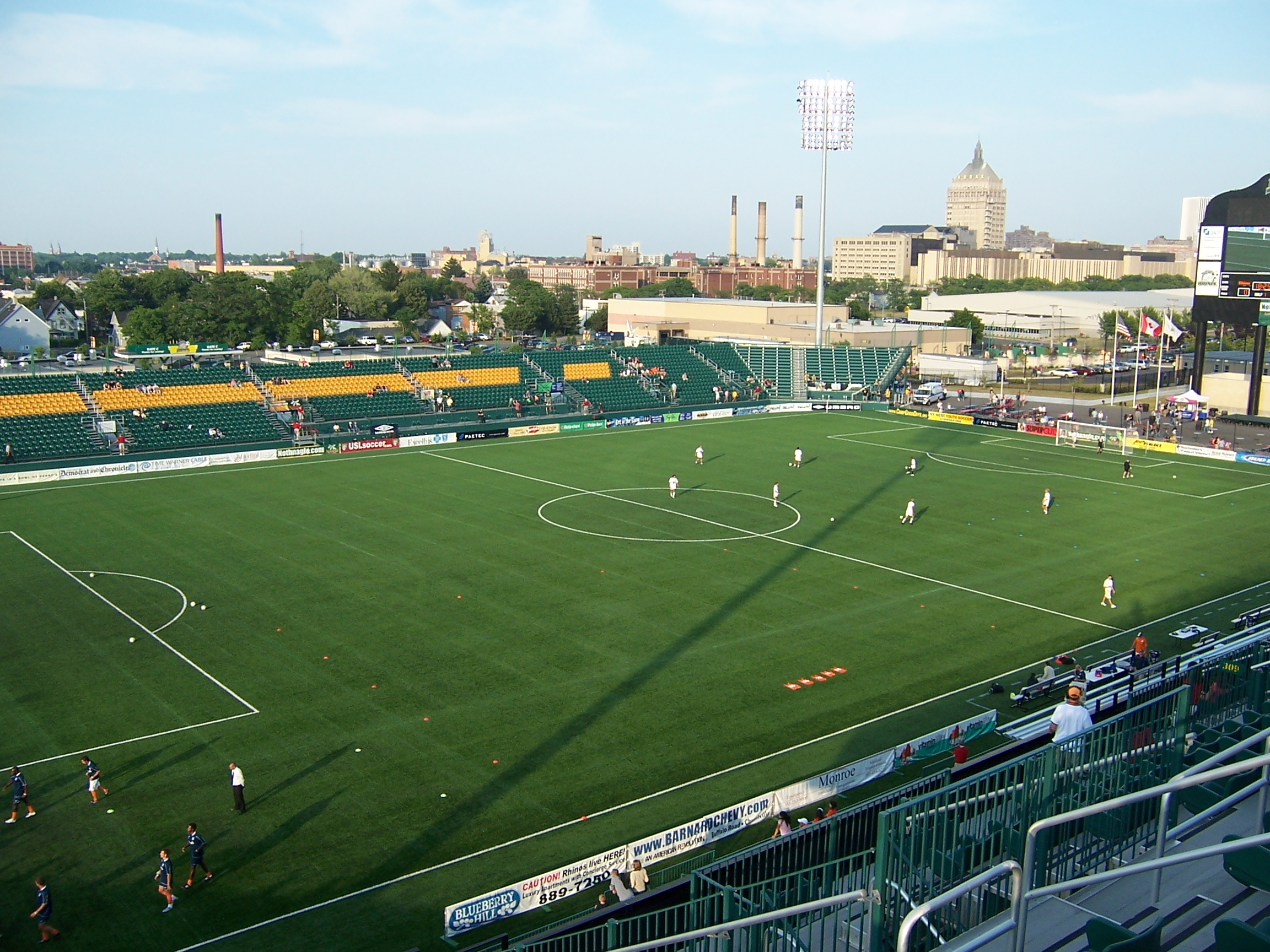
Le Sahlen's Stadium d'une capacité de 13,768 sièges

En 2009, l'équipe joue ses matchs à domicile au Orchard Park High School Field (800 places), dans Orchard Park, au sud-est du centre-ville de Buffalo. En 2010, l'équipe joue ses matchs à domicile au complexe sportif Demske au Canisius College de Buffalo (2,000 places).
En février 2011, la famille Sahlen, propriétaire du club, obtient les droits d'appellation au Marina Auto Stadium à Rochester et l'équipe y joue sa saison inaugurale en WPS .